# Ed Harcourt
Ed Harcourt (Lewes, 14 agosto 1977) è un cantautore britannico.

## Biografia
Edward Harcourt-Smith ha esordito nel 2000 con l'EP Maplewood e ha all'attivo sei album prodotti in sette anni di carriera riassunta nella raccolta Until Tommorrow Then uscita a novembre 2007.
La gavetta di Ed Harcourt comprende l'apertura dei concerti di diversi artisti di calibro internazionale come REM, Snow Patrol, Beth Orton e Norah Jones.
Il suo strumento principale è il pianoforte ma suona abilmente anche chitarra e batteria. Oltre all'attività di cantautore e solista nel tempo libero suona, inaspettatamente, in un gruppo thrash metal.
Nel 2009 compone la colonna sonora originale del film S. Darko.

## Discografia

### Album
- 2000 - Maplewood (EP, Heavenly Records)
- 2001 - Here Be Monsters (Heavenly Records)
- 2003 - From Every Sphere (Heavenly Records)
- 2004 - Strangers (Heavenly Records)
- 2005 - Elephant's Graveyard (download digitale, Heavenly Records)
- 2006 - The Beautiful Lie (Devecote Records)
- 2007 - Until Tomorrow Then: The Best of Ed Harcourt (Devecote Records)
- 2010 - Lustre (Piano Wolf Recordings)
- 2013 - Back Into the Woods (CCCLX Music)
- 2014 - Time Of Dust (CCCLX Music)
- 2016 - Furnaces (Polydor)
- 2018 - Beyond the End
- 2020  - Monochrome to Color